# American Book Awards
L'American Book Award è un premio letterario statunitense assegnato annualmente dall'organizzazione no profit Before Columbus Foundation.
Destinato all'eccellenza letteraria appartenente alla variegata comunità di artisti ed intellettuali statunitensi, il riconoscimento non si divide in categorie e si considera un attestato assegnato a scrittori da parte di altri scrittori.
Istituito nel 1976 dal poeta Ishmael Reed, la sua prima edizione ha avuto luogo nel 1980.
Dal 1980 al 1983 anche il National Book Award ha assunto la denominazione American Book Awards, ma l'anno successivo è tornato al nome originario per evitare confusioni tra i due premi.

## Albo d'oro

### Dal 1980 al 1989
1980
- Douglas Woolf, Future preconditional: A collection
- Ed Dorn, Hello, La Jolla
- Jayne Cortez, Mouth on Paper
- Leslie Marmon Silko, Cerimonia (Ceremony)
- Mei-mei Berssenbrugge, Random Possession
- Milton Murayama, All I Asking for Is My Body
- Quincy Troupe, Snake Back Solos
- Rudolfo Anaya, Tortuga

1981
- Alta, Shameless Hussy
- Alan Chong Lau, Songs for Jadina
- Bienvenido N. Santos, Scent of Apples: A Collection of Stories
- Helen Adam, Turn Again to Me & Other Poems
- Lionel Mitchell, Traveling Light
- Miguel Algarín, On Call
- Nicholasa Mohr, Felita
- Peter Blue Cloud, Back Then Tomorrow
- Robert Kelly, The Time of Voice: Poems 1994–1996
- Rose Drachler, The Choice
- Susan Howe, The Liberties
- Toni Cade Bambara, The Salt Eaters

1982
- Al Young, Bodies and Soul
- Duane Niatum, Songs for the Harvester of Dreams: Poems
- E. L. Mayo, Collected Poems E L Mayo
- Frank Chin, The Chickencoop Chinaman e The Year of the Dragon
- Hilton Obenzinger, This Passover or the next, I will never be in Jerusalem
- Him Mark Lai, Genny Lim e Judy Yung, Island: Poetry and History of Chinese Immigrants on Angel Island, 1910–1940
- Jerome Rothenberg, Pre-Faces and Other Writings
- Joyce Carol Thomas, Marked by Fire
- Leroy Quintana, Paper Dance: 55 Latino Poets
- Lorna Dee Cervantes, Emplumada
- Ronald Phillip Tanaka, The Shino Suite: Japanese-American Poetry
- Russell Banks, Book of Jamaica
- Tato Laviera, Enclave

1983
- Barbara Christian, Black Women Novelists: The Development of a Tradition, 1892–1976
- Cecilia Liang, Chinese Folk Poetry
- Evangelina Vigil-Piñón, Thirty: An' Seen a Lot
- Harriet Rohmer, Legend of Food Mountain: LA Montana Del Alimento
- James D. Houston, Californians: Searching for the Golden State
- Jessica Hagedorn, Pet food & tropical apparitions
- John A. Williams, Click Song
- Joy Kogawa, Obasan
- Judy Grahn, The Queen of Wands: Poetry
- Nash Candelaria, Not by the Sword
- Peter Guralnick, Lost Highway: Journeys and Arrivals of American Musicians
- Seán Ó Tuama, An Duanaire Sixteen Hundred to Nineteen Hundred: Poems of the Dispossessed

1984
- Cecil Brown, Days Without Weather
- Gary Snyder, Axe Handles: Poems
- Howard Schwartz e Mark Podwal, The Captive Soul of the Messiah: New Tales About Reb Nachman
- Amiri Baraka, Anthology of African American Women: Confirmation Men
- Jesús Colón, A Puerto Rican in New York, and Other Sketches
- Joseph Bruchac, Breaking Silence: An Anthology of Contemporary Asian-American Poets
- Maurice Kenny, The Mama Poems
- Mei-mei Berssenbrugge, The heat bird
- Miné Okubo, Citizen 13660
- Paule Marshall, Danza per una vedova (Praisesong for the Widow)
- Ruthanne Lum McCunn, You-shan Tang e Ellen Lai-shan Yeung, Pie-Biter
- Thomas McGrath, Echoes inside the labyrinth
- Venkatesh Kulkarni, Naked in Deccan
- William Kennedy, O Albany!

1985
- Angela Jackson, Solo in the Box Car Third Floor E
- Arnold Genthe e John Kuo Wei Tchen, Genthe's Photographs of San Francisco's Old Chinatown
- Colleen J. McElroy, Queen of the Ebony Isles
- Gary Soto, Living Up The Street
- Peter H. Irons, Justice at War
- Keiho Soga, Taisanboku Mori, Sojin Takei e Muin Ozaki, Poets Behind Barbed Wire
- Louise Erdrich, Love Medicine
- Maureen Owen, Amelia Earhart
- May Sarton, At Seventy: A Journal
- Robert Duncan, Ground Work: Before the War
- Ron Jones, Say Ray
- Sandra Cisneros, La casa in Mango Street (The House on Mango Street)
- Sonia Sanchez, Homegirls and Handgrenades
- Julia Vinograd, The Book of Jerusalem
- William Oandasan, Round Valley Songs

1986
- Anna Lee Walters, The Sun Is Not Merciful: Short Stories
- Cherríe Moraga e Gloria E. Anzaldúa, This Bridge Called My Back: Writings by Radical Women of Color
- Helen Barolini, The Dream Book: An Anthology of Writing by Italian American Women
- Jeff Hannusch, I Hear You Knockin: The Sound of New Orleans Rhythm and Blues
- Linda Hogan, Seeing Through the Sun
- Miguel Algarín, Time's Now/Ya Es Tiempo
- Natasha Borovsky, A Daughter of the Nobility
- Raymond Federman, Smiles on Washington Square: A Love Story of Sorts
- Susan Howe, My Emily Dickinson
- Terence Winch, Irish Musicians/American Friends
- Toshio Mori, Yokohama, California

1987
- Ai, SIN
- Ana Castillo, The Mixquiahuala Letters
- Cyn Zarco, Circumnavigations
- Daniel McGuire, Portrait of Little Boy in darkness
- Dorothy Bryant, Confessions of Madame Psyche: Memoirs and Letters of Mei-Li Murrow
- Etheridge Knight, The Essential Etheridge Knight
- Gary Giddins, Celebrating Bird: The Triumph Of Charlie Parker
- Harvey Pekar, The New American Splendor Anthology: From Off the Streets of Cleveland
- James Welch, La luna delle foglie cadenti (Fools Crow)
- John Wieners, Selected Poems: 1958–1984
- Juan Felipe Herrera, Face Games
- Lucia Chiavola Birnbaum, Liberazione della donna: feminism in Italy
- Michael Mayo, Practicing Angels: A Contemporary Anthology of San Francisco Bay Area Poetry
- Septima Poinsette Clark e Cynthia Stokes Brown, Ready from Within: A First Person Narrative
- Terry McMillan, Mama

1988
- Allison Blakely, Russia and the Negro: Blacks in Russian History and Thought
- Charles Olson, The Collected Poems of Charles Olson: Excluding the Maximus Poems
- Daisy Bates, The Long Shadow of Little Rock: A Memoir
- David Halberstam, The Reckoning
- Edward Sanders, Thirsting for Peace in a Raging Century: Poems 1961–1985
- Gerald Vizenor, Griever: An American Monkey King in China
- Jimmy Santiago Baca, Martin & Meditations on the South Valley
- Kesho Y. Scott, Cherry Muhanji e Egyirba High, Tight Spaces
- Marlon K. Hom, Songs of Gold Mountain: Cantonese Rhymes from San Francisco Chinatown
- Benjamin Hoff, The Singing Creek Where the Willows Grow: The Mystical Nature Diary of Opal Whiteley
- Ronald Sukenick, Down and in: Life in the Underground
- Salvatore La Puma, The Boys of Bensonhurst
- Toni Morrison, Amatissima (Beloved)
- Wing Tek Lum e Tek Lum Lum, Expounding the Doubtful Points

1989
- Alma Luz Villanueva, The Ultraviolet Sky
- Askia M. Touré, From the Pyramids to the Projects: Poems of Genocide and Resistance!
- Audre Lorde, A Burst of Light
- Carolyn Lei-Lanilau, Wode Shuofa: My Way of Speaking
- Emory Elliott, Columbia Literary History of the United States
- Eduardo Galeano, Le origini (Genesis)
- Frank Chin, The Chinaman Pacific & Frisco R.R. Co.
- Henry Louis Gates Jr., The Signifying Monkey: A Theory of Afro-American Literary Criticism
- Isabel Allende, Eva Luna
- J. California Cooper, Homemade Love
- Jennifer Stone, Stone's Throw
- Josephine Gattuso Hendin, The Right Thing to Do
- Leslie Scalapino, Way
- Shuntarō Tanikawa, Floating the River in Melancholy
- Charles Fanning, The Exiles of Erin: Nineteenth-Century Irish-American Fiction
- William Hohri, Repairing America: An Account of the Movement for Japanese American Redress

### Dal 1990 al 1999
1990
- Adrienne Kennedy, People Who Led to My Plays
- Barbara Grizzuti Harrison, Italian Days
- Daniela Gioseffi, Women on War (Essential Voices for the Nuclear Age)
- Elizabeth Woody, Hand into Stone: Poems
- Hualing Nieh Engle, Mulberry and Peach: Two Women of China
- Itabari Njeri, Every Good-Bye Ain't Gone
- James M. Freeman, Hearts of Sorrow: Vietnamese-American Lives
- John C. Walter e J. Raymond Jones, The Harlem Fox: J. Raymond Jones and Tammany, 1920–1970
- John Norton, Light at the End of the Bog
- José Emilio González, Vivar a Hostos
- Sergei Kan, Symbolic Immortality: The Tlingit Potlatch of the Nineteenth Century
- Lloyd A. Thompson, Romans and Blacks
- Martin Bernal, Black Athena: The Afroasiatic Roots of Classical Civilization
- Michelle T. Clinton e Sesshu Foster, Invocation L.A.: Urban Multicultural Poetry
- Miles Davis e Quincy Troupe, Miles: l'autobiografia di un mito del jazz (Miles: The Autobiography)
- Paula Gunn Allen, Spider Woman's Granddaughters: Traditional Tales and Contemporary Writing by Native American Women
- Shirley Geok-lin Lim, Mayumi Tsutakawa e Margarita Donnelly, The Forbidden Stitch: An Asian American Women's Anthology

1991
- Alejandro Murguía, Southern Front
- bell hooks, Yearning: Race, Gender, and Cultural Politics
- Bruce M. Wright, Black Robes, White Justice: Why Our Legal System Doesn't Work for Blacks
- Charley Trujillo, Soldados: Chicanos in Viet Nam
- D. H. Melhem, Heroism in the New Black Poetry: Introductions & Interviews
- Deborah Keenan, Looking for Home: Women Writing About Exile
- Jessica Hagedorn, Dogeaters
- John Edgar Wideman, Philadelphia Fire
- Joy Harjo, In Mad Love and War
- Karen Tei Yamashita, Through the Arc of the Rain Forest
- Lucia Berlin, Homesick: New and Selected Stories
- Mary Brave Bird, Lakota Woman
- Meridel Le Sueur, Harvest Song: Collected Essays and Stories
- Mill Hunk Herald Collective, Overtime: Punchin' Out With the Mill Hunk Herald Magazine
- Nora Marks Dauenhauer e Richard Dauenhauer, Haa Tuwunaagu Yis, for Healing Our Spirit: Tlingit Oratory
- R. Baxter Miller, The Art and Imagination of Langston Hughes
- Thomas Centolella, Terra Firma

1992
- A'Lelia Bundles, Madam C.J. Walker
- Art Spiegelman, Maus (The Complete Maus: A Survivor's Tale)
- Benjamin Alire Sáenz, Calendar of Dust
- Donna Haraway, Manifesto cyborg: donne, tecnologie e biopolitiche del corpo (Simians, Cyborgs, and Women: The Reinvention of Nature)
- Fritjof Capra, L'universo come dimora: conversazioni tra scienza e spiritualità (Belonging to the universe: Explorations on the frontiers of science and spirituality)
- José Antonio Burciaga, Undocumented Love/Amor Indocumentado: A Personal Anthology of Poetry
- Keith Gilyard, Voices of the Self: A Study of Language Competence
- Lucy Thompson, To the American Indian: Reminiscences of a Yurok Woman
- Norma Field, In the Realm of a Dying Emperor: Japan at Century's End
- Peter Bacho, Cebu
- Peter Kalifornsky, Dena'ina Legacy: K'tl'egh'i Sukdu: The Collected Writings of Peter Kalifornsky
- Raymond Andrews, Jessie and Jesus and Cousin Claire
- Sandra Scofield, Beyond Deserving
- Sheila Hamanaka, Journey
- Stephen Fox, The Unknown Internment: An Oral History of the Relocation of Italian Americans During World War II
- Steven R. Carter, Hansberry's Drama: Commitment Amid Complexity
- Verlyn Klinkenborg, The Last Fine Time
- William B. Branch, Amiri Baraka e August Wilson, Black Thunder: An Anthology of African-American Drama

1993
- Asake Bomani e Belvie Rooks, Paris Connections: African American Artists in Paris
- Christopher Mogil e Peter Woodrow, We Gave Away a Fortune
- Cornel West, Prophetic Thought in Postmodern Times
- Denise Giardina, Unquiet Earth
- Diane Glancy, Claiming Breath
- Eugene B. Redmond, The Eye in the Ceiling
- Francisco X. Alarcón, Snake Poems
- Gerald Graff, Beyond the Culture Wars: How Teaching the Conflicts Can Revitalize American Education
- Jack Beatty, The Rascal King: The Life and Times of James Michael Curley
- Leroy V. Quintana, The History of Home
- Katherine Peter, Neets'aii Gwiindaii: Living in the Chandalar Country
- Nelson George, Elevating the Game: Black Men and Basketball
- Ninotchka Rosca, Twice Blessed

1994
- Giose Rimanelli, Benedetta in Guysterland
- Eric Drooker, Flood!: una storia di immagini (Flood!: A Novel in Pictures)
- Graciela Limón, In Search of Bernabe
- Gregory J. Reed, Economic Empowerment Through the Church
- Janet Campbell Hale, Bloodlines: Odyssey of a Native Daughter
- Jill Nelson, Volunteer Slavery: My Authentic Negro Experience
- Lawson Fusao Inada, Legends from Camp
- Nicole Blackman, Aloud: Voices from the Nuyorican Poets Cafe
- Paul Gilroy, The Black Atlantic: Modernity and Double-Consciousness
- Ronald Takaki, A Different Mirror: A History of Multicultural America
- Rose L. Glickman, Daughters of Feminists
- Tino Villanueva, Scene from the Movie GIANT
- Virginia L. Kroll, Wood-Hoopoe Willie

1995
- Abraham Rodriguez, Spidertown
- Herb Boyd e Robert L. Allen, Brotherman: The Odyssey of Black Men in America-An Anthology
- Denise Chávez, Face of an Angel
- John Egerton, Speak Now Against the Day: The Generation Before the Civil Rights Movement in the South
- John Ross, Rebellion from the Roots: Indian Uprising in Chiapas
- Thomas Avena, Life Sentences: Writers, Artists, and AIDS
- Linda Raymond, Rocking the Babies
- Li-Young Lee, The Winged Seed: A Remembrance
- Marianna De Marco Torgovnick, Crossing Ocean Parkway
- Marnie Mueller, Green Fires: Assault on Eden: A Novel of the Ecuadorian Rainforest
- Peter Quinn, Banished Children of Eve, A Novel of Civil War New York
- Sandra Martz, I Am Becoming the Woman I've Wanted
- Gordon Henry Jr., The Light People
- Tricia Rose, Black Noise: Rap Music and Black Culture in Contemporary America

1996
- Agate Nesaule, A Woman in Amber: Healing the Trauma of War and Exile
- Arthur Sze, Archipelago
- Chang-rae Lee, Infiltrato (Native Speaker)
- Chitra Banerjee Divakaruni, Matrimonio combinato (Arranged Marriage)
- E.J. Miller Laino, Girl Hurt
- Glenn Loury, One by One from the Inside Out: Race and Responsibility in America
- James W. Loewen, Lies My Teacher Told Me: Everything Your American History Textbook Got Wrong
- Joe Sacco e Edward Said, Palestina. Una nazione occupata (Palestine)
- Kimiko Hahn, The Unbearable Heart
- Maria Espinosa, Longing
- Robert Viscusi, Astoria
- Sherman Alexie, Reservation Blues
- Ron Sakolsky e Fred Ho, Sounding Off!: Music as Resistance/Rebellion/Revolution
- Stephanie Cowell, The Physician of London: The Second Part of the Seventeenth-Century Trilogy of Nicholas Cooke
- William H. Gass, The Tunnel

1997
- Alurista, Et Tu...Raza
- Derrick Bell, Gospel Choirs: Psalms Of Survival In An Alien Land Called Home
- Dorothy Barresi, The Post-Rapture Diner
- Guillermo Gómez-Peña, The New World Border: Prophecies, Poems, and Loqueras for the End of the Century
- Louis Owens, Nightland
- Martín Espada, Imagine the Angels of Bread: Poems
- Montserrat Fontes, Dreams of the Centaur
- Noel Ignatiev, Race Traitor
- Shirley Geok-lin Lim, Among the White Moon Faces: An Asian-American Memoir of Homelands
- Sunaina Maira, Contours of the Heart: South Asians Map North America
- Thulani Davis, Maker of Saints
- Tom De Haven, Derby Dugan's Depression Funnies
- William M. Banks, Black Intellectuals: Race and Responsibility in American Life
- Brenda Knight, Women of the Beat Generation: The Writers, Artists and Muses at the Heart of a Revolution

1998
- Allison Hedge Coke, Dog Road Woman
- Angela Davis, Blues Legacies and Black Feminism: Gertrude "Ma" Rainey, Bessie Smith, and Billie Holiday
- Brenda Marie Osbey, All Saints: New and Selected Poems
- Don DeLillo, Underworld
- Jim Barnes, On Native Ground: Memoirs and Impressions
- John A. Williams, Safari West: Poems
- Nancy Rawles, Love Like Gumbo
- Nora Okja Keller, Comfort Woman
- Sandra Benitez, Bitter Grounds
- Scott DeVeaux, The Birth of Bebop: A Social and Musical History
- Thomas Lynch, The Undertaking: Life Studies from the Dismal Trade

1999
- Alice McDermott, Il nostro caro Billy (Charming Billy)
- Anna Linzer, Ghost Dancing
- Brian Ward, Just My Soul Responding: Rhythm and Blues, Black Consciousness, and Race Relations
- Chiori Santiago, Home to Medicine Mountain
- E. Donald Two-Rivers, Survivor's Medicine: Short Stories
- Edwidge Danticat, La fattoria delle ossa (The Farming of Bones)
- Judith Roche e Meg McHutchison, First Fish, First People: Salmon Tales of the North Pacific Rim
- Gioia Timpanelli, Sometimes the Soul: Two Novellas of Sicily
- Gloria Naylor, The Men of Brewster Place
- James D. Houston, The Last Paradise
- Jerry Lipka, Gerald V. Mohatt e Ciulistet Group, Transforming the Culture of Schools: Yup¡k Eskimo Examples
- Trey Ellis, Right Here, Right Now
- Josip Novakovich, Salvation and Other Disasters
- Lauro Flores, The Floating Borderlands: Twenty-Five Years of U.S. Hispanic Literature
- Luis Alberto Urrea, Nobody's Son: Notes from an American Life
- Nelson George, Hip Hop America: Hip Hop and the Molding of Black Generation X
- Speer Morgan, The Freshour Cylinders
- Gary Gach, What Book!?: Buddha Poems from Beat to Hiphop
- Chiori Santiago e Judith Lowry, Home to Medicine Mountain

### Dal 2000 al 2009
2000
- Esther G. Belin, From the Belly of My Beauty
- Allan J. Ryan, The Trickster Shift: Humour and Irony in Contemporary Native Art
- Andrés Montoya, The Ice Worker Sings and Other Poems
- Camille Peri e Kate Moses, Mothers Who Think: Tales of Real-Life Parenthood
- David A. J. Richards, Italian American: The Racializing of an Ethnic Identity
- David Toop, Exotica
- Elva Trevino Hart, Barefoot Heart: Stories of a Migrant Child
- Emil Guillermo, Amok: Essays from an Asian American Perspective
- Frank Chin, The Chinaman Pacific & Frisco R.R. Co.
- Helen Thomas, Front Row at the White House: My Life and Times
- Janisse Ray, Ecology of a Cracker Childhood
- John R. Rickford e Russell J. Rickford, Spoken Soul: The Story of Black English
- Leroy TeCube, Year in Nam: A Native American Soldier's Story
- Lois-Ann Yamanaka, Heads By Harry
- Michael Lally, It's Not Nostalgia: Poetry & Prose
- Michael Patrick MacDonald, All Souls: A Family Story from Southie
- Rahna Reiko Rizzuto, Why She Left Us
- Robert Creeley, The Collected Poems of Robert Creeley, 1975–2005
- Ronald Sukenick: editoria
- Jack E. White: giornalismo
- Frank Chin e Robert Creeley: alla carriera

2001
- Amanda J. Cobb, Listening to Our Grandmothers' Stories: The Bloomfield Academy for Chickasaw Females, 1852–1949
- Andrea Dworkin, Scapegoat: The Jews, Israel, and Women's Liberation
- Carolyne Wright, Seasons of Mangoes and Brainfire
- Chalmers Johnson, Gli ultimi giorni dell'impero americano (Blowback, Second Edition: The Costs and Consequences of American Empire)
- Cheri Register, Packinghouse Daughter: A Memoir
- Chris Ware, Jimmy Corrigan: The Smartest Kid on Earth
- Diana Garcia, When Living Was a Labor Camp
- Elizabeth Nunez, Bruised Hibiscus
- Janet McAdams, Island of Lost Luggage
- Philip Whalen, Overtime: Selected Poems
- Russell Leong, Phoenix Eyes and Other Stories
- Sandra Gilbert, Kissing the Bread: New and Selected Poems, 1969–1999
- Ted Joans, Teducation
- Tillie Olsen, Silences
- William S. Penn, Killing Time With Strangers
- Malcolm Margolin: editoria
- Ted Joans, Tillie Olsen e Philip Whalen: alla carriera

2002
- Aaron A. Abeyta, Colcha
- Susanne Antonetta, The Body Toxic: An Environmental Memoir
- Rilla Askew, Fire in Beulah
- Tananarive Due, The Living Blood
- Gloria Frym, Homeless at Home
- Dana Gioia, Interrogations at Noon
- LeAnne Howe, Shell Shaker
- Alexander Kuo, Lipstick and Other Stories
- Michael N. Nagler, Is There No Other Way? The Search for a Nonviolent Future
- Donald Phelps, Reading the Funnies: Looking at Great Cartoonists Throughout the First Half of the 20th Century
- Al Young, The Sound of Dreams Remembered: Poems, 1990–2000
- Jessel Miller, Angels in the Vineyards
- Lerone Bennett Jr. e Jack Hirschman: alla carriera

2003
- Kevin Baker, Paradise Alley
- Debra Magpie Earling, Perma Red
- Daniel Ellsberg, Secrets: A Memoir of Vietnam and the Pentagon Papers
- Rick Heide, Under the Fifth Sun: Latino Literature from California
- Igor Krupnik, Willis Walunga, Vera Metcalf e Lars Krutak, Akuzilleput Igaqullghet, Our Words Put to Paper: Sourcebook in St. Lawrence Island Yupik Heritage and History
- Alejandro Murguía, This War Called Love: Nine Stories
- Jack Newfield, The Full Rudy: The Man, the Myth, the Mania
- Joseph Papaleo, Italian Stories
- Eric Porter, What Is This Thing Called Jazz?: African American Musicians as Artists, Critics, and Activists
- Jewell Parker Rhodes, Douglass' Women
- Rachel Simon, Riding the Bus with My Sister: A True Life Journey
- Velma Wallis, Raising Ourselves: A Gwich'in Coming of Age Story from the Yukon River
- Max Rodriguez, QBR: The Black Book Review

2004
- Diana Abu-Jaber, Crescent
- David D. Cole, Enemy Aliens: Double Standards And Constitutional Freedoms In The War On Terrorism
- Charisse Jones and Kumea Shorter-Gooden, Shifting: The Double Lives of Black Women in America
- Kristin Hunter, Breaking Away
- A. Robert Lee, Multicultural American Literature: Comparative Black, Native, Latino/a and Asian American Fictions
- Diane Sher Lutovich, What I Stole
- Ruth Ozeki, All Over Creation
- Renato Rosaldo, Prayer to Spider Woman/Rezo a la Mujer Arana
- Scott Saul, Freedom Is, Freedom Ain't: Jazz and the Making of the Sixties
- Michael Walsh, And All the Saints

2005
- Bernard W. Bell, The Contemporary African American Novel: Its Folk Roots And Modern Literary Branches
- Cecelie Berry, Rise Up Singing: Black Women Writers on Motherhood
- Jeff Chang, Can't Stop Won't Stop: A History of the Hip-Hop Generation
- Julie Chibbaro, Redemption
- Richard A. Clarke, Against All Enemies: Inside America's War on Terror
- Alisha S. Drabek e Karen R. Adams, The Red Cedar of Afognak, A Driftwood Journey
- Ralph M. Flores, The Horse in the Kitchen: Stories of a Mexican-American Family
- Hiroshi Kashiwagi, Swimming in the American: A Memoir And Selected Writings
- Robert F. Kennedy, Jr., Crimes Against Nature: How George W. Bush and His Corporate Pals Are Plundering the Country and Hijacking Our Democracy
- Don Lee, La luna lontana e il profumo del te (Country of Origin)
- Lamont B. Steptoe, A Long Movie of Shadows
- Don West, No Lonesome Road: Selected Prose and Poems
- Bill Berkowitz: giornalismo

2006
- MacKenzie Bezos, The Testing of Luther Albright
- Matt Briggs, Shoot the Buffalo
- David P. Diaz, The White Tortilla: Reflections of a Second-Generation Mexican-American
- Darryl Dickson-Carr, The Columbia Guide to Contemporary African American Fiction
- Thomas Ferraro, Feeling Italian: The Art of Ethnicity in America
- Tim Z. Hernandez, Skin Tax
- Josh Kun, Audiotopia: Music, Race, and America
- Phil Henderson, Nate
- Peter Metcalfe, Gumboot Determination: The Story of the Southeast Alaska Regional Health Consortium
- Kevin J. Mullen, The Toughest Gang in Town: Police Stories from Old San Francisco
- Doris Seale e Beverly Slapin A Broken Flute: The Native Experience in Books for Children
- Matthew Shenoda, Somewhere Else
- Carlton T. Spiller, Scalding Heart
- Chris Emery: editoria
- Jay Wright: alla carriera

2007
- Daniel Cassidy, How the Irish Invented Slang: The Secret Language of the Crossroads
- Michael Eric Dyson, Come Hell or High Water: Hurricane Katrina and the Color of Disaster
- Rigoberto González, Butterfly Boy: Memories of a Chicano Mariposa
- Reyna Grande, Across a Hundred Mountains
- Ernestine Hayes, Blonde Indian: An Alaska Native Memoir
- Patricia Klindienst, The Earth Knows My Name: Food, Culture, and Sustainability in the Gardens of Ethnic Americans
- Gary Panter, Jimbo's Inferno
- Jeffrey F. L. Partridge, Beyond Literary Chinatown
- Judith Roche, Wisdom of the Body
- Kali VanBaale, The Space Between

2008
- Moustafa Bayoumi, How Does It Feel to Be a Problem Being Young and Arab in America
- Douglas A. Blackmon, Slavery by Another Name: The Re-Enslavement of Black Americans from the Civil War to World War II
- Jonathan Curiel, Al’ America: Travels Through America's Arab and Islamic Roots
- Nora Marks Dauenhauer, Richard Dauenhauer, Lydia T. Black e Anóoshi Lingít Aaní Ká, Russians in Tlingit America: The Battles of Sitka, 1802 and 1804
- Maria Mazziotti Gillan, All That Lies Between Us
- Nikki Giovanni, The Collected Poetry of Nikki Giovanni: 1968–1998
- C. S. Giscombe, Prairie Style
- Angela Jackson, Where I Must Go
- L. Luis Lopez, Each Month I Sing
- Tom Lutz, Doing Nothing: A History of Loafers, Loungers, Slackers, and Bums in America
- Fae Myenne Ng, Steer Toward Rock
- Yuko Taniguchi, The Ocean in the Closet
- Lorenzo Thomas, Don't Deny My Name: Words and Music and the Black Intellectual Tradition
- Frank B. Wilderson III, Incognegro: A Memoir of Exile and Apartheid
- J. J. Phillips: alla carriera

2009
- Houston A. Baker Jr., Betrayal: How Black Intellectuals Have Abandoned the Ideals of the Civil Right Era
- Danit Brown, Ask for a Convertible
- Jericho Brown, Please
- José Antonio Burciaga, The Last Supper of Chicano Heroes: Selected Works of José Antonio Burciaga
- Claire Hope Cummings, Uncertain Peril: Genetic Engineering and the Future of Seeds
- Stella Pope Duarte, If I Die in Juarez
- Linda Gregg, All of It Singing: New and Selected Poems
- Suheir Hammad, Breaking Poems
- Richard Holmes, The Age of Wonder
- George E. Lewis, A Power Stronger than Itself: The A.A.C.M. and American Experimental Music
- Patricia Santana, Ghosts of El Grullo
- Jack Spicer, My Vocabulary Did This to Me: The Collected Poetry of Jack Spicer
- Miguel Algarín: alla carriera

### Dal 2010 al 2019
2010
- Amiri Baraka, Digging: The Afro-American Soul of American Classical Music
- Sherwin Bitsui, Flood Song
- Nancy Carnevale, A New Language, A New World: Italian Immigrants in the United States, 1890–1945
- Dave Eggers[7], Zeitoun
- Sesshu Foster, World Ball Notebook
- Stephen D. Gutierrez, Live from Fresno y Los
- Victor LaValle, The Big Machine
- François Mandeville, This Is What They Say
- Bich Minh Nguyen, Short Girls
- Franklin Rosemont e Robin Kelley, Black, Brown, & Beige: Surrealist Writings from Africa and the Diaspora
- Jerome Rothenberg e Jeffrey C. Robinson, Poems for the Millennium: Volume Three: The University of California Book of Romantic and Postromantic Poetry
- Kathryn Waddell Takara, Pacific Raven: Hawai`i Poems
- Pamela Uschuk, Crazy Love: New Poems
- Katha Politt e Quincy Troupe: alla carriera

2011
- Keith Gilyard, John Oliver Killens
- Akbar Ahmed, Journey Into America: The Challenge of Islam
- Camille Dungy, Suck on the Marrow
- Karen Tei Yamashita, I Hotel
- William W. Cook e James Tatum, African American Writers and Classical Tradition
- Gerald Vizenor, Shrouds of White Earth
- Eric Gansworth, Extra Indians
- Ivan Argüelles, The Death of Stalin
- Geoffrey Alan Argent, The Complete Plays of Jean Racine: Volume 1: The Fratricides
- Neela Vaswani, You Have Given Me a Country
- Sasha Pimentel Chacón, Insides She Swallowed
- Miriam Jiménez Román e Juan Flores, The Afro-Latin@ Reader: History of Culture in the United States
- Carmen Giménez Smith, Bring Down the Little Birds
- Luis Valdez e John A. Williams: alla carriera

2012
- Annia Ciezadlo, Day of Honey: A Memoir of Food, Love, and War
- Arlene Kim, What Have You Done to Our Ears to Make Us Hear Echoes?
- Ed Bok Lee, Whorled
- Adilifu Nama, Super Black: American Pop Culture and Black Superheroes
- Rob Nixon, Slow Violence and the Environmentalism of the Poor
- Shann Ray, American Masculine
- Alice Rearden e Ann Fienup-Riordan, Qaluyaarmiuni Nunamtenek Qanemciput: Our Nelson Island Stories
- Touré, Who's Afraid of Post-Blackness? What It Means to Be Black Now
- Amy Waldman, The Submission
- Mary Winegarden, The Translator's Sister
- Kevin Young, Ardency: A Chronicle of the Amistad Rebels
- Eugene B. Redmond: alla carriera

2013
- Will Alexander, Singing In Magnetic Hoofbeat: Essays, Prose, Texts, Interviews, and a Lecture
- Jacob M. Appel, The Man Who Wouldn't Stand Up
- Philip Choy, San Francisco Chinatown: A Guide To Its History & Architecture
- Amanda Coplin, The Orchardist
- Natalie Diaz, When My Brother Was An Aztec
- Louise Erdrich, La casa tonda (The Round House)
- Alan Gilbert, Black Patriots and Loyalists: Fighting for Emancipation in the War for Independence
- Judy Grahn, A Simple Revolution: The Making of an Activist Poet
- Joy Harjo, Crazy Brave: A Memoir
- Demetria Martinez, The Block Captain's Daughter
- Daniel Moore, Blood Songs
- D. G. Nanouk Okpik, Corpse Whale
- Seth Rosenfeld, Subversives: The FBI's War On Student Radical and Reagan's Rise to Power
- Christopher B. Teuton, Cherokee Stories of the Turtle Island Liar's Club
- Lew Welch, Ring of Bone: Collected Poems
- Ivan Argüelles, Greil Marcus e Floyd Salas: alla carriera

2014
- Andrew Bacevich, Breach of Trust: How Americans Failed Their Soldiers and Their Country
- Joshua Bloom e Waldo E. Martin, Jr., Black Against Empire; The History and Politics of the Black Panther Party
- Juan Delgado e Thomas McGovern, Vital Signs
- Alex Espinoza, The Five Acts of Diego León
- Jonathan Holloway, Jim Crow Wisdom: Memory and Identity in Black America Since 1940
- Joan Kane, Hyperboreal
- Jamaica Kincaid, Vieni adesso allora (See Now Then)
- Tanya Olson, Boyishly
- Sterling D. Plumpp, Home/Bass
- Emily Raboteau, Searching For Zion: The Quest for Home in the African Diaspora
- Jerome Rothenberg e Heriberto Yepez, Eye of Witness: A Jerome Rothenberg Reader
- Nick Turse, Kill Anything That Moves: The Real American War in Vietnam
- Margaret Wrinkle, Wash
- Koon Woon, Water Chasing Water
- Armond White: Anti-Censorship Award
- Michael Parenti: alla carriera

2015
- Hisham Aidi, Rebel Music: Race, Empire, and the New Muslim Youth Culture
- Arlene Biala, Her beckoning hands
- Arthur Dong, Forbidden City, USA: Chinese American Nightclubs, 1936-1970
- Roxanne Dunbar-Ortiz, An Indigenous People's History of the United States
- Peter J. Harris, The Black Man of Happiness
- Marlon James, Breve storia di sette omicidi (A Brief History of Seven Killings)
- Naomi Klein[8], Una rivoluzione ci salverà. Perché il capitalismo non è sostenibile (This Changes Everything: Capitalism vs. The Climate)
- Laila Lalami, The Moor's Account
- Manuel Luis Martinez, Los Duros
- Craig Santos Perez, From unincorporated territory [guma’]
- Carlos Santana, Ashley Kahn e Hal Miller, Suono universale: la mia vita (The Universal Tone: Bringing My Story to Light)
- Ira Sukrungruang, Southside Buddhist
- Astra Taylor, The People's Platform: Taking Back Power and Culture in the Digital Age
- Anne Waldman: alla carriera

2016
- Laura Da', Tributaries
- Susan Muaddi Darraj, Curious Land: Stories from Home
- Deepa Iyer, We Too Sing America: South Asian, Arab, Muslim, and Sikh Immigrants Shape Our Multicultural Future
- Mat Johnson, Loving Day
- John Keene, Counternarratives
- William J. Maxwell, F.B. Eyes: How J. Edgar Hoover's Ghostreaders Framed African American Literature
- Lauret Savoy, Trace: Memory, History, Race, and the American Landscape
- Ned Sublette e Constance Sublette, The American Slave Coast: A History of the Slave-Breeding Industry
- Jesús Salvador Treviño, Return to Arroyo Grande
- Nick Turse, Tomorrow's Battlefield: U.S. Proxy Wars and Secret Ops in Africa
- Ray Young Bear, Manifestation Wolverine: The Collected Poetry of Ray Young Bear
- Louise Meriwether: alla carriera
- Lyra Monteiro e Nancy Isenberg: Walter & Lillian Lowenfels Criticism Award
- Chiitaanibah Johnson: Andrew Hope Award

2017
- Rabia Chaudry, Adnan's Story: The Search for Truth and Justice After Serial
- Flores A. Forbes, Invisible Men: A Contemporary Slave Narrative in the Era of Mass Incarceration
- Yaa Gyasi, Non dimenticare chi sei (Homegoing)
- Holly Hughes, Passings
- Randa Jarrar, Io, lui e Muhammad Ali (Him, Me, Muhammad Ali)
- Bernice L. McFadden, The Book of Harlan
- Brian D. McInnes, Sounding Thunder: The Stories of Francis Pegahmagabow
- Patrick Phillips, Blood at the Root: A Racial Cleansing in America
- Vaughn Rasberry, Race and the Totalitarian Century: Geopolitics in the Black Literary Imagination
- Marc Anthony Richardson, Year of the Rat
- Shawna Yang Ryan, Green Island
- Ruth Sergel, See You in the Streets: Art, Action, and Remembering the Triangle Shirtwaist Factory Fire
- Solmaz Sharif, Look
- Adam Soldofsky, Memory Foam
- Alfredo Véa Jr., The Mexican Flyboy
- Dean Wong, Seeing the Light: Four Decades in Chinatown
- Nancy Mercado: alla carriera
- Ammiel Alcalay: Editor/Publisher Award

2018
- Thi Bui, The Best That We Could Do: An Illustrated Memoir
- Rachelle Cruz, God's Will for Monsters
- Tommy Curry, The Man-Not: Race, Class, Genre, and the Dilemmas of Black Manhood
- Tongo Eisen-Martin, Heaven Is All Goodbyes
- Dana Naone Hall, Life of the Land: Articulations of a Native Writer
- Kelly Lytle Hernández, City of Inmates: Conquest, Rebellion, and the Rise of Human Caging in Los Angeles, 1771-1965
- Victor LaValle, Favola di New York (The Changeling: A Novel)
- Bojan Louis, Currents
- Valeria Luiselli, Dimmi come va a finire (Tell Me How It Ends: An Essay in Forty Questions)
- Cathryn Josefina Merla-Watson e B. V. Olguín, Altermundos Latin@ Speculative Literature, Film, and Popular Culture
- Tiya Alicia Miles, The Dawn of Detroit: A Chronicle of Slavery and Freedom in the City of the Straits
- Tommy Pico, Nature Poem
- Rena Priest, Patriarchy Blues
- Joseph Rios, Shadowboxing: poems & impersonations
- Sunaura Taylor, Beasts of Burden: Animal and Disability Liberation
- Sequoyah Guess: alla carriera
- Kellie Jones, South of Pico: African American Artists in Los Angeles in the 1960s and 1970s: Walter & Lillian Lowenfels Criticism Award
- Charles F. Harris: Editor/Publisher Award
- Rob Rogers: Anti-Censorship Award
- Heroes Are Gang Leaders: Oral Literature Award

2019
- Frank Abe, Greg Robinson e Floyd Cheung, John Okada: The Life & Rediscovered Work of the Author of No-No Boy
- May-lee Chai[9], Useful Phrases for Immigrants: Stories
- Louise DeSalvo, The House of Early Sorrows: A Memoir in Essays
- Heid E. Erdrich, New Poets of Native Nations
- Ángel García, Teeth Never Sleep: Poems
- Tommy Orange[10], Non qui, non altrove (There There: A Novel)
- Halifu Osumare, Dancing in Blackness: A Memoir
- Christopher Patton, Unlikeness Is Us: Fourteen from the Exeter Book
- Mark Sarvas, Memento Park: A Novel
- Jeffrey C. Stewart, The New Negro: The Life of Alain Locke
- William T. Vollmann, Carbon Ideologies: Volume I, No Immediate Danger, Volume II, No Good Alternative
- G. Willow Wilson e Nico Leon, Ms. Marvel Vol. 9: Teenage Wasteland
- Nathan Hare: alla carriera
- UCLA Chicano Studies Research Center: Editor/Publisher Award
- Moor Mother: Oral Literature Award

### Dal 2020 al 2029
2020
- Reginald Dwayne Betts, Felon: Poems
- Sara Borjas, Heart Like a Window, Mouth Like a Cliff
- Neeli Cherkovski, Collected Poems of Bob Kaufman
- Staceyann Chin, Crossfire: A Litany for Survival
- Kali Fajardo-Anstine, Sabrina & Corina (Sabrina & Corina: Stories)
- Tara Fickle, The Race Card: From Gaming Technologies to Model Minorities
- Erika Lee, America for Americans: A History of Xenophobia in the United States
- Yōko Ogawa, L'isola dei senza memoria (The Memory Police)
- Jake Skeets, Eyes Bottle Dark with a Mouthful of Flowers
- George Takei, Justin Eisinger, Steven Scott e Harmony Becker, They Called Us Enemy
- Ocean Vuong, Brevemente risplendiamo sulla terra (On Earth We're Briefly Gorgeous)
- De'Shawn Charles Winslow, In West Mills
- Albert Woodfox con Leslie George, Solitary: My Story of Transformation and Hope
- Eleanor W. Traylor: alla carriera
- Editor Award: The Panopticon Review, Kofi Natambu, editor
- Publisher Award: Commune Editions, Jasper Bernes, Joshua Clover e Juliana Spahr
- Oral Literature Award: Amalia Leticia Ortiz
- Walter & Lillian Lowenfels Criticism Award: Appalachian Reckoning: A Region Responds to Hillbilly Elegy di Anthony Harkins e Meredith McCarroll

2021
- Ayad Akhtar, Homeland Elegies: A Novel
- Maisy Card, These Ghosts Are Family
- Anthony Cody, Borderland Apocrypha
- Ben Ehrenreich, Taccuini del deserto: istruzioni per la fine dei tempi (Desert Notebooks: A Road Map for the End of Time)
- Johanna Fernández, The Young Lords: A Radical History
- Carolyn Forché, In the Lateness of the World: Poems
- John Giorno, Great Demon Kings: A Memoir of Poetry, Sex, Art, Death, and Enlightenment
- Cathy Park Hong, Minor Feelings: An Asian American Reckoning
- Randall Horton, {#289-128}: Poems
- Gerald Horne, The Dawning of the Apocalypse: The Roots of Slavery, White Supremacy, Settler Colonialism, and Capitalism in the Long Sixteenth Century
- Robert P. Jones, White Too Long: The Legacy of White Supremacy in American Christianity
- Judy Juanita, Manhattan my ass, you’re in Oakland
- William Melvin Kelley con Aiki Kelley, Dunfords Travels Everywheres
- Maryemma Graham: alla carriera
- Anti-Censorship Award: Separated: Inside an American Tragedy, di Jacob Soboroff
- Walter & Lillian Lowenfels Criticism Award: Everything Man: The Form and Function of Paul Robeson di Shana Redmond

2022
- Spencer Ackerman, Reign of Terror: How the 9/11 Era Destabilized America and Produced Trump
- Esther G. Belin, Jeff Burgland, Connie A. Jacobs, Anthony K. Webster, The Diné Reader: An Anthology of Navajo Literature
- Emma Brodie, Songs in Ursa Major
- Daphne Brooks, Liner Notes for the Revolution: The Intellectual Life of Black Feminist Sound
- Myriam J. A. Chancy, What Storm, What Thunder
- Francisco Goldman, Monkey Boy
- Zakiya Dalila Harris, The Other Black Girl: A Novel
- Fatima Shaik, Economy Hall: The Hidden History of a Free Black Brotherhood
- Edwin Torres, Quanundrum: [i will be your many angled thing]
- Truong Tran, Book of the Other: Small in Comparison
- Mai Der Vang, Yellow Rain
- Phillip B. Williams, Mutiny
- Michelle Zauner, Crying in H Mart: A Memoir
- Lifetime Achievement: Gayl Jones
- Walter & Lillian Lowenfels Criticism Award: Sound Recording Technology and American Literature di Jessica E. Teague
- Anti-Censorship Award: Jeffrey St. Clair
- Editor/Publisher Award: Wave Books, Charlie Wright e Joshua Beckman